# 2002 en droit
Cet article présente les faits marquants de l'année 2002 en droit.

## Événements

### Janvier
- 1er janvier 2002, France: entrée en vigueur de la loi créant l'Allocation personnalisée d'autonomie.
- 17 janvier, France : loi de modernisation sociale.

### Mars
- 4 mars, France : loi relative aux droits des malades et à la qualité du système de santé (dite loi Kouchner).

## Décès
- 21 février : Georges Vedel, professeur de droit public français (né le 5 juillet 1910 à Auch).